# 高須四郎
高須 四郎（たかす しろう、1884年10月27日 - 1944年9月2日）は、日本の海軍軍人。海軍兵学校35期。最終階級は海軍大将。

## 生涯
1884年10月27日、茨城県稲敷郡桜川村（現・稲敷市）に生まれる。旧制土浦中学校（現・土浦第一高等学校）を経て、1907年（明治40年）11月20日、海軍兵学校35期を172名中10位で卒業。1917年（大正6年）12月1日、海軍大学校甲種学生（17期）。
1923年（大正12年）6月1日、在イギリス大使館付武官補佐官。
1932年（昭和7年）5月15日、五・一五事件発生。高須は軍令部出仕兼海軍省出仕として、この事件の海軍側関係者を裁く軍法会議の判士長を務めた。判士長を務めた五・一五事件の裁判で一人も死刑を出さなかったことが、後の二・二六事件の誘引になったという批判を終生気に病み、死去直前にも「死刑者を出すことで海軍内に決定的な亀裂が生じる事を避けたかっただけだ」と家族に胸中を吐露していた。五・一五事件後の政党政治の崩壊を嘆いた。高須は知英派であったため、日独伊三国軍事同盟や日米開戦に反対していた。
1937年、日中戦争勃発。第一航空戦隊司令官として上海地区で陸戦隊を支援する。のちには駐満海軍部の最後の司令官として、在地海軍兵力と満洲帝国海上部隊を統一指揮した。
1938年（昭和13年）11月15日、海軍中将に昇進、海軍大学校校長に任命。
1939年（昭和14年）9月29日、第五艦隊司令長官。南支方面の封鎖作戦を担当。11月15日、第二遣支艦隊司令長官。
北部仏印進駐の際は、平和進駐方針を無視した富永恭次らの行動に反発し、護衛艦艇を引揚げる強硬手段をとった。
1940年11月15日、第四艦隊長官（内南洋担当）に任命。
1941年（昭和16年）6月17日、勲一等瑞宝章受章。従来連合艦隊司令部が兼任していた第一艦隊司令部の独立に伴い、8月11日、第一艦隊司令長官。12月、太平洋戦争開戦。第一艦隊は戦場に恵まれず、「呉艦隊」「柱島艦隊」と揶揄された。
1942年（昭和17年）9月15日、南西方面艦隊司令長官。兼第二南遣艦隊司令長官。
1943年（昭和18年）9月20日、兼第十三航空艦隊司令長官。
1944年3月1日、海軍大将に昇進。4月2日、連合艦隊司令長官古賀峯一大将が行方不明になる事件（海軍乙事件）が起こり、次席指揮官である南西方面艦隊司令長官の高須が連合艦隊の指揮を取ることが発令された。高須は、敵の作戦目的を西部「ニューギニア」に対し上陸を企図している公算大と推察しており、4月12日、連合艦隊電令作第四六号で「Z一作戦要領」を発令し、西部ニューギニア北岸方面を警戒した。高須は従来の担当地域を重視したままで、マリアナ、カロリンに配備を進めていた基地航空兵力の大半を西部ニューギニア方面に移した。大本営は、中部太平洋方面も警戒するため、マリアナ兵力を南方へ移動させるのは反対だったが、高須は、連合艦隊指揮官としての所信において兵力を移動させた。練度や機材の悪化から移動だけで兵力を損耗し、到着した飛行機も故障や飛行場の設備不備のため、半数は使用できず、中部太平洋航空兵力は手薄になった。5月3日、豊田副武大将が連合艦隊司令長官に親補され、高須から連合艦隊の指揮権が移った。6月18日、軍事参議官に就任。
1944年9月2日、東京にて病没（戦病死）。59歳没。
危篤となった際には天皇・皇后より葡萄酒が、死去に際しては祭資が下賜された。葬送には勅使の派遣があった。9月19日、功二級金鵄勲章受章。墓所は青山霊園。

## 親族
長男は戦時中水上機母艦「日進」の主計長で、沈没時に戦死。次男の敏行は元日本大学経済学部教授。

## 年譜
- 1907年（明治40年）11月20日 - 海軍兵学校卒業（35期）。同期に近藤信竹、野村直邦。海軍少尉候補生。
- 1908年（明治41年）12月25日 - 任海軍少尉。
- 1910年（明治43年）12月1日 - 任海軍中尉。
- 1913年（大正2年）12月1日 - 任海軍大尉。海大乙種学生。
- 1917年（大正6年）12月1日 - 海大甲種学生。
- 1919年（大正8年）12月1日 - 任海軍少佐。
- 1923年（大正12年）
  - 6月1日 - 在イギリス大使館付武官補佐官。
  - 12月1日 - 任海軍中佐。
- 1926年（大正15年）9月15日 - 海軍大学校教官。
- 1928年（昭和3年）12月10日 - 任海軍大佐。
- 1925年（大正14年）10月20日 - 軽巡洋艦「五十鈴」艦長。
- 1930年（昭和5年）12月1日 - 在イギリス大使館付武官。
- 1934年（昭和9年）11月15日 - 任海軍少将。軍令部第三部長。
- 1937年（昭和12年）12月1日 - 練習艦隊司令官。
- 1938年（昭和13年）
  - 8月1日 - 駐満海軍部司令官。11月15日駐満海軍部廃止。
  - 11月15日 - 任海軍中将。海軍大学校校長。
- 1939年（昭和14年）
  - 9月29日 - 第五艦隊司令長官。
  - 11月15日 - 第二遣支艦隊司令長官。
- 1940年（昭和15年）
  - 4月29日 - 勲一等旭日大綬章受章。
  - 11月15日 - 第四艦隊司令長官。
- 1941年（昭和16年）
  - 6月17日 - 勲一等瑞宝章受章。
  - 8月11日 - 第一艦隊司令長官。
- 1942年（昭和17年）9月15日 - 南西方面艦隊司令長官。第二南遣艦隊司令長官（兼任）。
- 1943年（昭和18年）9月20日 - 第十三航空艦隊司令長官（南西方面艦隊司令長官との兼任）。
- 1944年（昭和19年）3月1日 - 任海軍大将。
  - 6月18日 - 軍事参議官。
  - 9月19日 - 功二級金鵄勲章受章。

## 栄典
- 1909年（明治42年）3月1日 - 正八位[7]
- 1914年（大正3年）1月30日 - 正七位[8]
- 1924年（大正13年）1月21日 - 正六位[9]
- 1938年（昭和13年）12月1日 - 従四位
- 1940年（昭和15年）12月16日 - 正四位
- 1944年（昭和19年）9月2日 - 正三位

## 関連文献
- 井上成美伝記刊行会『井上成美』
- 吉田俊雄『五人の海軍大臣』文春文庫
- 吉田俊雄『四人の連合艦隊司令長官』文春文庫
- 外山操編『陸海軍将官人事総覧』芙蓉書房出版